# Schody Hiszpańskie
Schody Hiszpańskie (wł. Scalinata di Trinità dei Monti) – scenograficzne schody w Rzymie, w rione Campo Marzio (R. IV), rokokowe, wzniesione w latach 1723–1725 według projektu Francesca De Sanctisa i Alessandra Specchiego; schody prowadzą z pl. Hiszpańskiego do kościoła Trinità dei Monti. Mają 138 stopni i należą do najdłuższych oraz najszerszych w Europie.

## Opis
Schody Hiszpańskie zostały ukończone na Jubileusz w 1725 roku i uroczyście zainaugurowane przez papieża Benedykta XIII.
Na szczycie schodów znajduje się XVI-wieczny kościół Trinità dei Monti (kościół św. Trójcy), zbudowany według projektu Carla Maderna. Fundatorem schodów był Francuz, Etienne Gueffier, jednak swoją nazwę zawdzięczają Ambasadzie Hiszpańskiej, która w momencie powstawania konstrukcji znajdowała się w usytuowanym obok Pałacu Mondaleschi. Włosi nazywają schody Scalinata di Trinità dei Monti, od nazwy kościoła, do którego prowadzą.
Kościół znajduje się obecnie (od 25 lipca 2016) pod opieką francuskiej Wspólnoty Emmanuel.
Schody Hiszpańskie należą do miejsc tłumnie odwiedzanych przez turystów. Odbywają się na nich coroczne pokazy mody a wiosną zdobi je kwiatowa dekoracja ustawiana z okazji festiwalu kwiatów. Zimą, w okresie Bożego Narodzenia, na tarasie schodów ustawiana jest szopka. To jedne z najdłuższych i najszerszych schodów w Europie (ustępują pod tym względem Schodom Potiomkinowskim w Odessie).
W budynku przy pl. Hiszpańskim, usytuowanym po prawej stronie wejścia na schody, od czasów króla Jana III Sobieskiego do III rozbioru Polski (1795) mieściła się polska ambasada. 
Istnieje przesąd, zgodnie z którym na tych schodach nie należy jeść ponieważ może to przynieść nieszczęście. Inny zaś zakłada, że radość i powodzenie w życiu można sobie zapewnić, robiąc zdjęcie na Schodach Hiszpańskich ze spuszczoną głową..
U podnóża stopni znajduje się niewielka fontanna Barcaccia (krypa, łódeczka) wykonana w 1623 r. przez Pietro Berniniego, ojca Giovanni Lorenzo Berniniego. Fontannę zasilają wody doprowadzone akweduktem (tym samym, który zasila fontannę di Trevi). Fontanna jest pamiątką po powodzi, która miała miejsce na Boże Narodzenie w 1598 r. Wody Tybru wyrzuciły w tym miejscu łódkę.
W 2019 rada miasta uchwaliła zakaz siadania oraz jedzenia na słynnych schodach a w 2024 Sąd Administracyjny regionu Lacjum zatwierdził zakaz.

## Więcej ilustracji

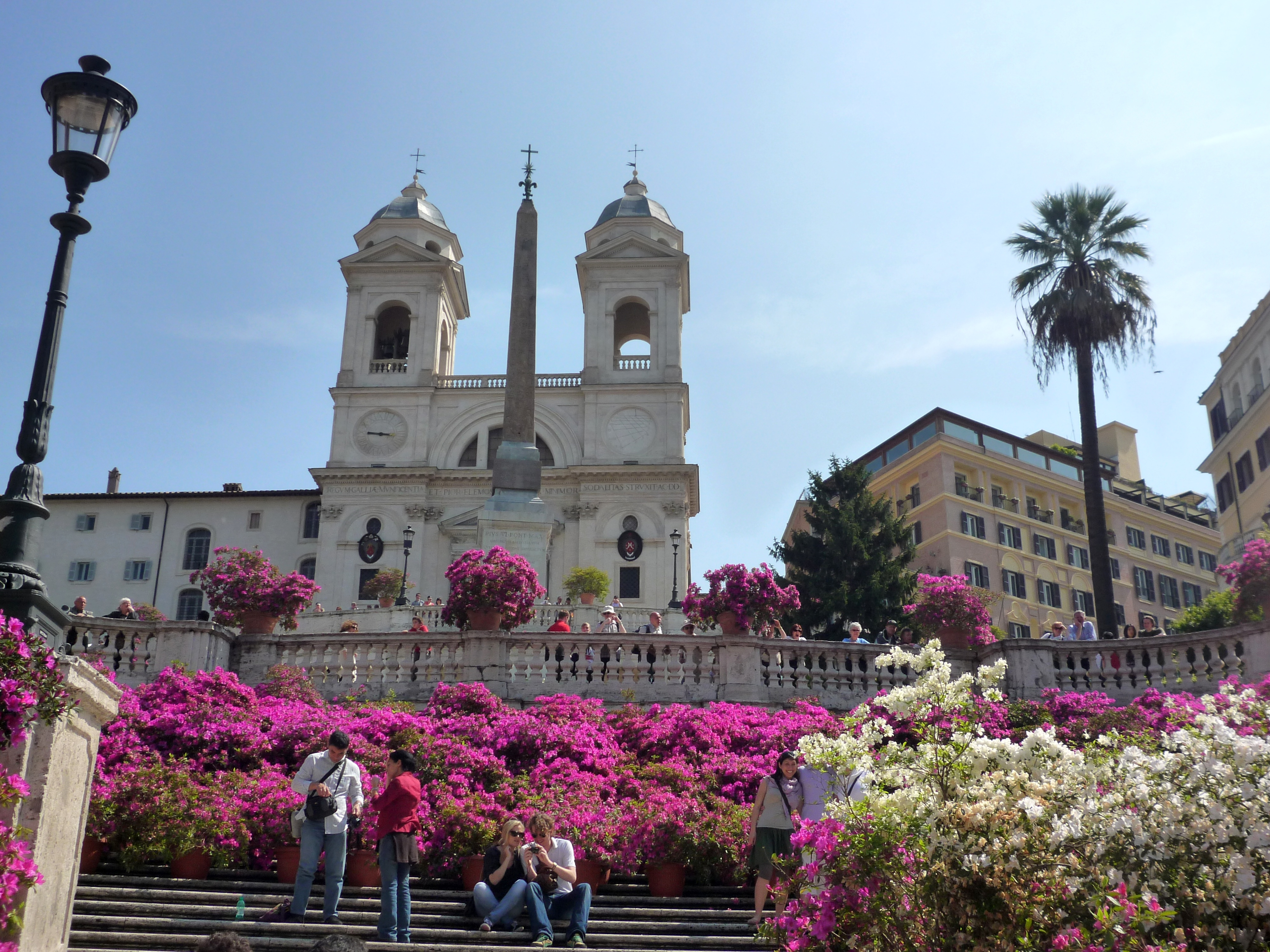
Schody Hiszpańskie w wiosennej szacie
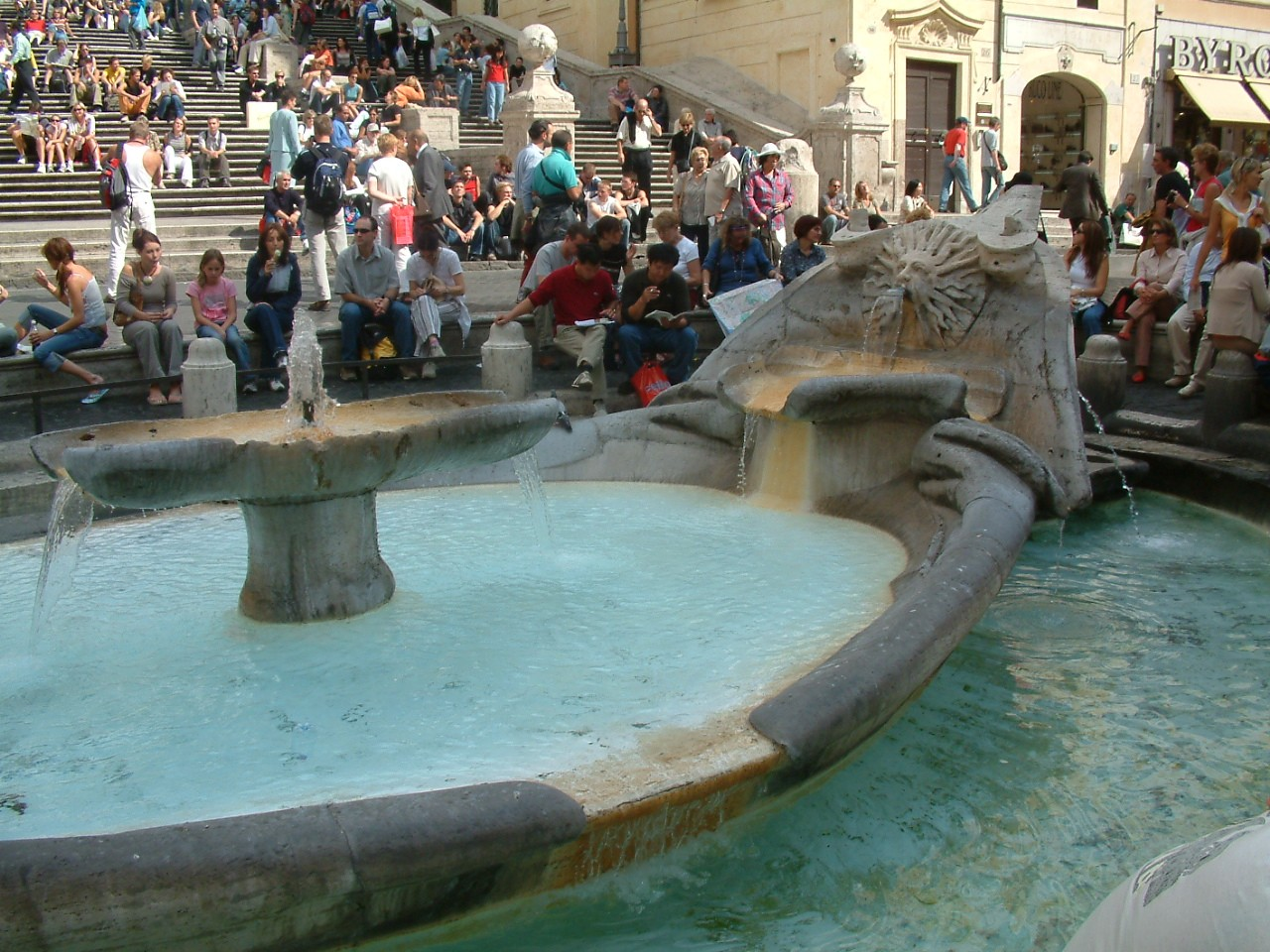
Fontanna Barcaccia Pietro Berniniego
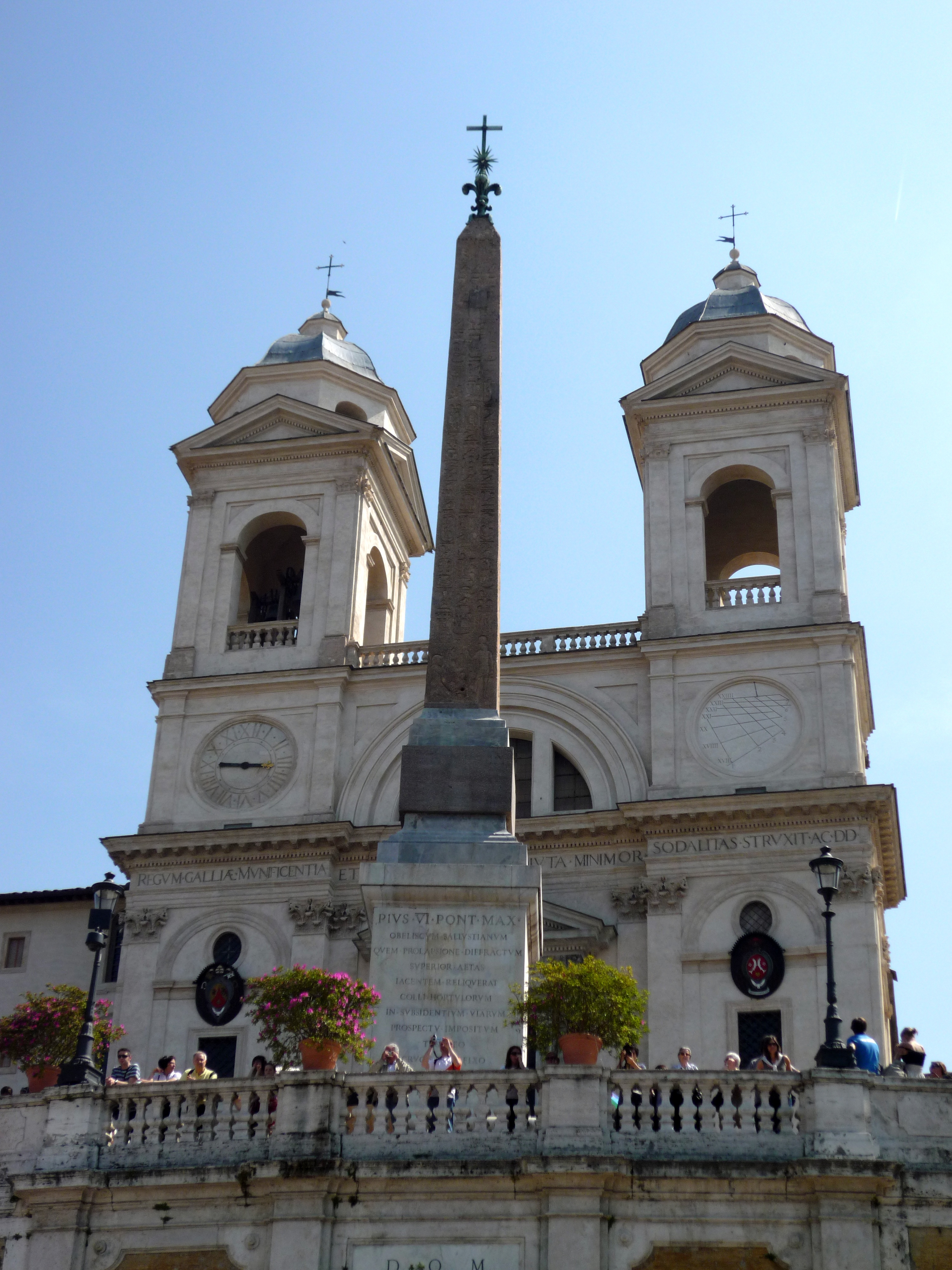
Kościół Trinità dei Monti
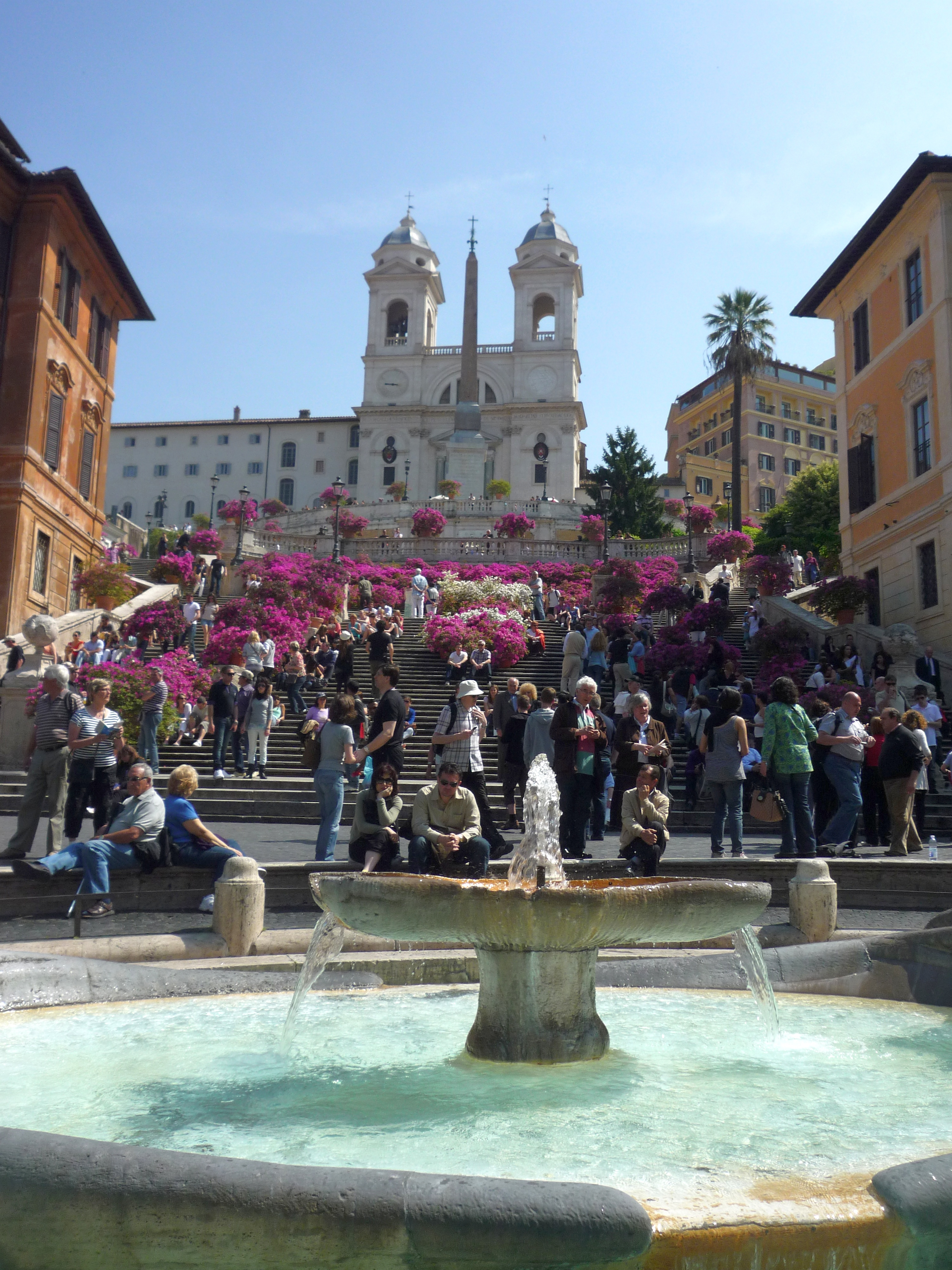
Schody Hiszpańskie i fontanna Barcaccia